# Bahnhof Tomakomai
Der Bahnhof Tomakomai (jap. 苫小牧駅, Tomakomai-eki) ist ein Bahnhof auf der japanischen Insel Hokkaidō. Er befindet sich in der Unterpräfektur Iburi auf dem Gebiet der Stadt Tomakomai.

## Verbindungen
Tomakomai ist ein Trennungsbahnhof an der Muroran-Hauptlinie, die von Oshamambe über Higashi-Muroran nach Iwamizawa führt. Von dieser zweigt in Richtung Osten die Hidaka-Hauptlinie nach Samani ab. Im benachbarten Bahnhof Numanohata zweigt von der Muroran-Hauptlinie die Chitose-Linie nach Sapporo ab. Alle Linien werden von der Gesellschaft JR Hokkaido betrieben.
In Tomakomai halten die dieselbetriebenen Schnellzüge Super Hokuto und Hokuto, die alle ein bis zwei Stunden zwischen Sapporo und Hakodate verkehren. Ergänzt wird dieses Angebot durch die elektrischen Suzuran-Schnellzüge zwischen Sapporo und Muroran. Von Tomakomai aus verkehren Regionalzüge nach Muroran und Iwamizawa (auf der Muroran-Hauptlinie), nach Sapporo (auf der Chitose-Linie) und nach Mukawa (auf der Hidaka-Hauptlinie); es gibt zurzeit keine durchgehende Verbindung bis zur Endstation Samani.
Beidseits des Bahnhofs befinden sich Bushaltestellen, die von verschiedenen Stadt- und Regionallinien der Gesellschaften Hokkaidō Chūō Bus, Dōnan Bus und Atsuma Bus bedient werden.

## Anlage
Der Bahnhof liegt am Rande des Stadtzentrums und ist von Osten nach Westen ausgerichtet. Er besitzt zehn Gleise, hinzu kommen drei Abstellgleise. Vier Gleise dienen dem Personenverkehr und liegen an zwei Mittelbahnsteigen. Das Empfangsgebäude weist die Form eines Reiterbahnhofs auf, der einerseits den südlichen Bahnhofsvorplatz begrenzt, andererseits die beiden Mittelbahnsteige überspannt. Der Reiterbahnhof ist Teil einer fast 250 Meter langen gedeckten Überführung zwischen einem Kaufhaus und einem Einkaufszentrum, die gleichzeitig als Verbindung zwischen den nördlichen und südlichen Stadtteilen dient.
Am westlichen Ende des Bahnhofareals zweigt ein Werksgleis zu einer Papierfabrik des Unternehmens Ōji Seishi ab. Etwa drei Kilometer östlich, in der Nähe des Hafens, befindet sich ein von JR Freight betriebener Güterbahnhof.

## Gleise
| 1 | ▉ Hidaka-Hauptlinie  | Mukawa • Tomikawa • Samani                    |
| 1 | ▉ Chitose-Linie      | Numanohata • Minami-Chitose • Sapporo • Otaru |
| 1 | ▉ Muroran-Hauptlinie | Higashi-Muroran • Muroran                     |
| 2 | ▉ Chitose-Linie      | Numanohata • Minami-Chitose • Sapporo         |
| 2 | ▉ Muroran-Hauptlinie | Higashi-Muroran • Muroran                     |
| 2 | ▉ Muroran-Hauptlinie | Muroran • Hakodate (Schnellzüge)              |
| 3 | ▉ Muroran-Hauptlinie | Oiwake • Iwamizawa                            |
| 3 | ▉ Chitose-Linie      | Sapporo • Otaru                               |
| 3 | ▉ Chitose-Linie      | Sapporo (Schnellzüge)                         |
| 4 | ▉ Muroran-Hauptlinie | Oiwake • Iwamizawa                            |
| 4 | ▉ Muroran-Hauptlinie | Higashi-Muroran                               |
| 4 | ▉ Chitose-Linie      | Sapporo • Otaru                               |

## Bilder

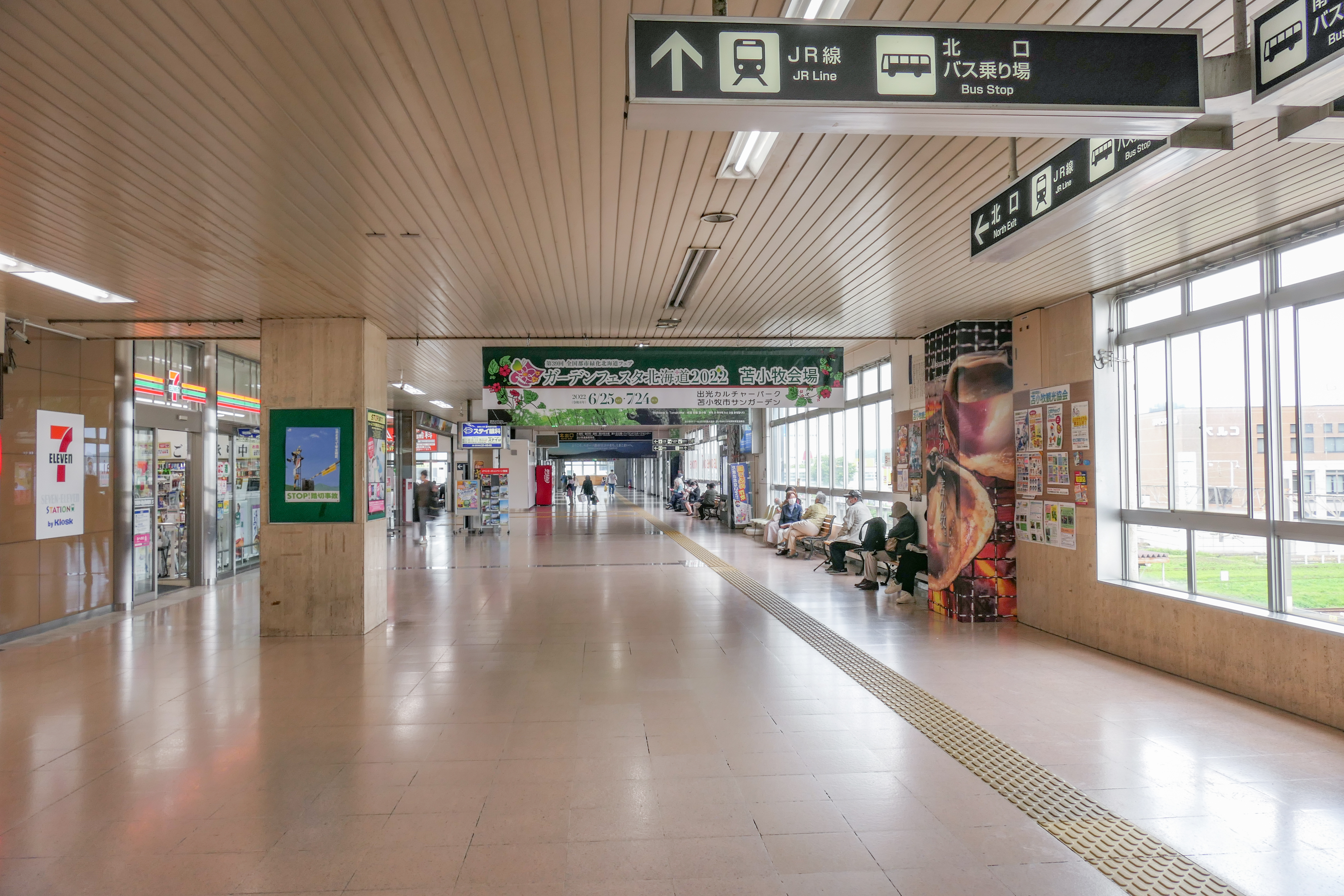
Bahnhofshalle über den Gleisen
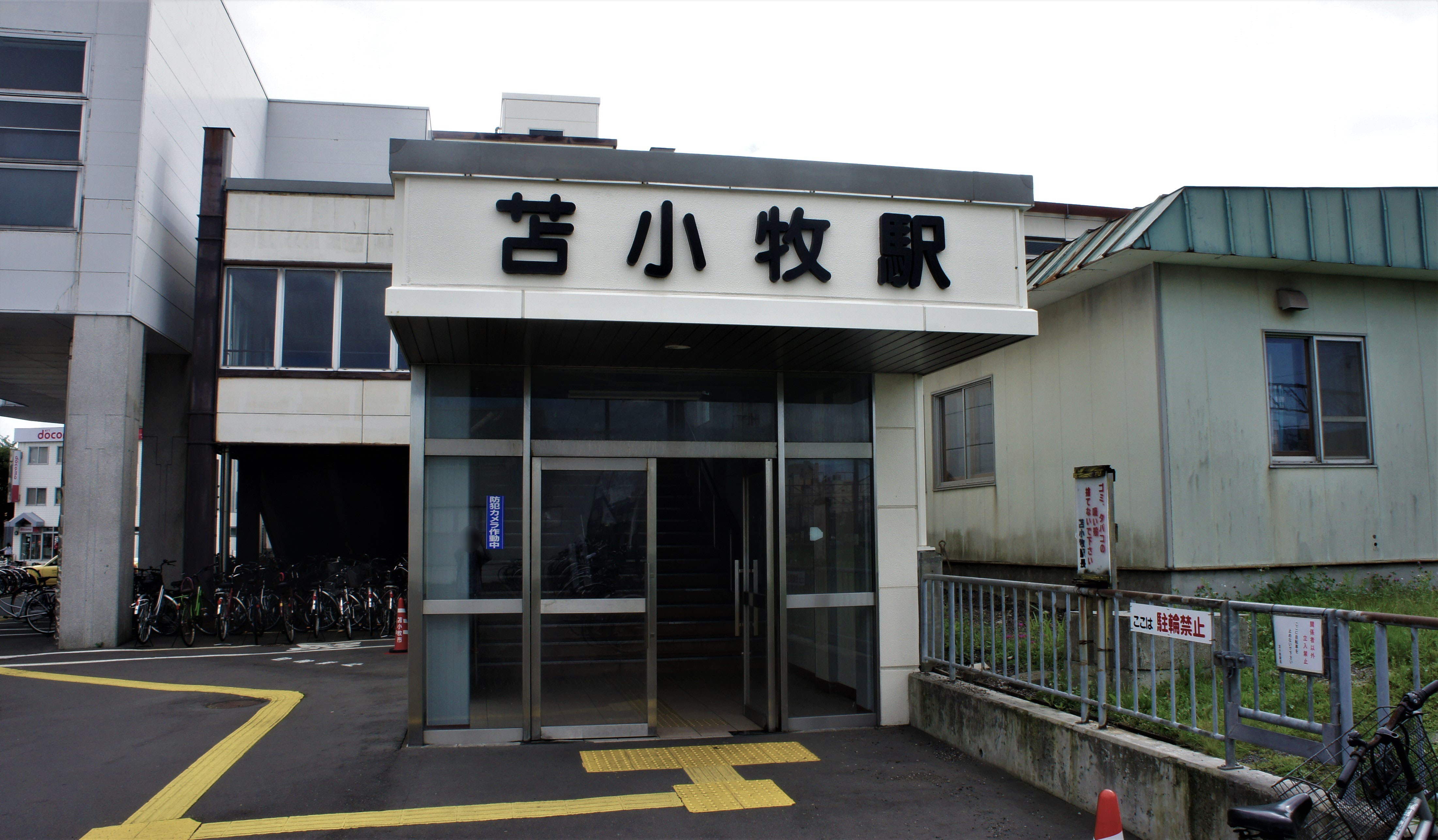
Nordeingang
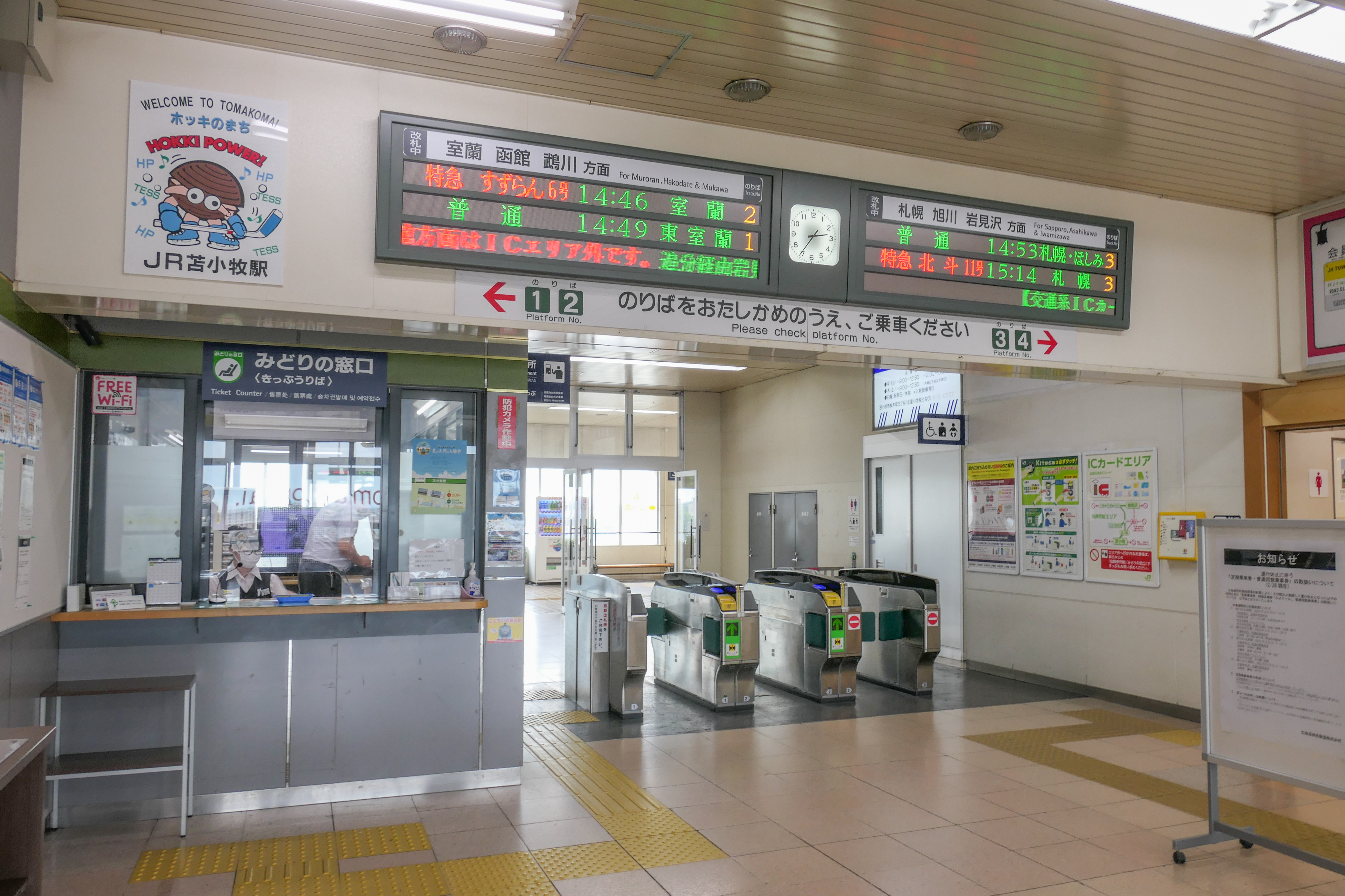
Bahnsteigsperren
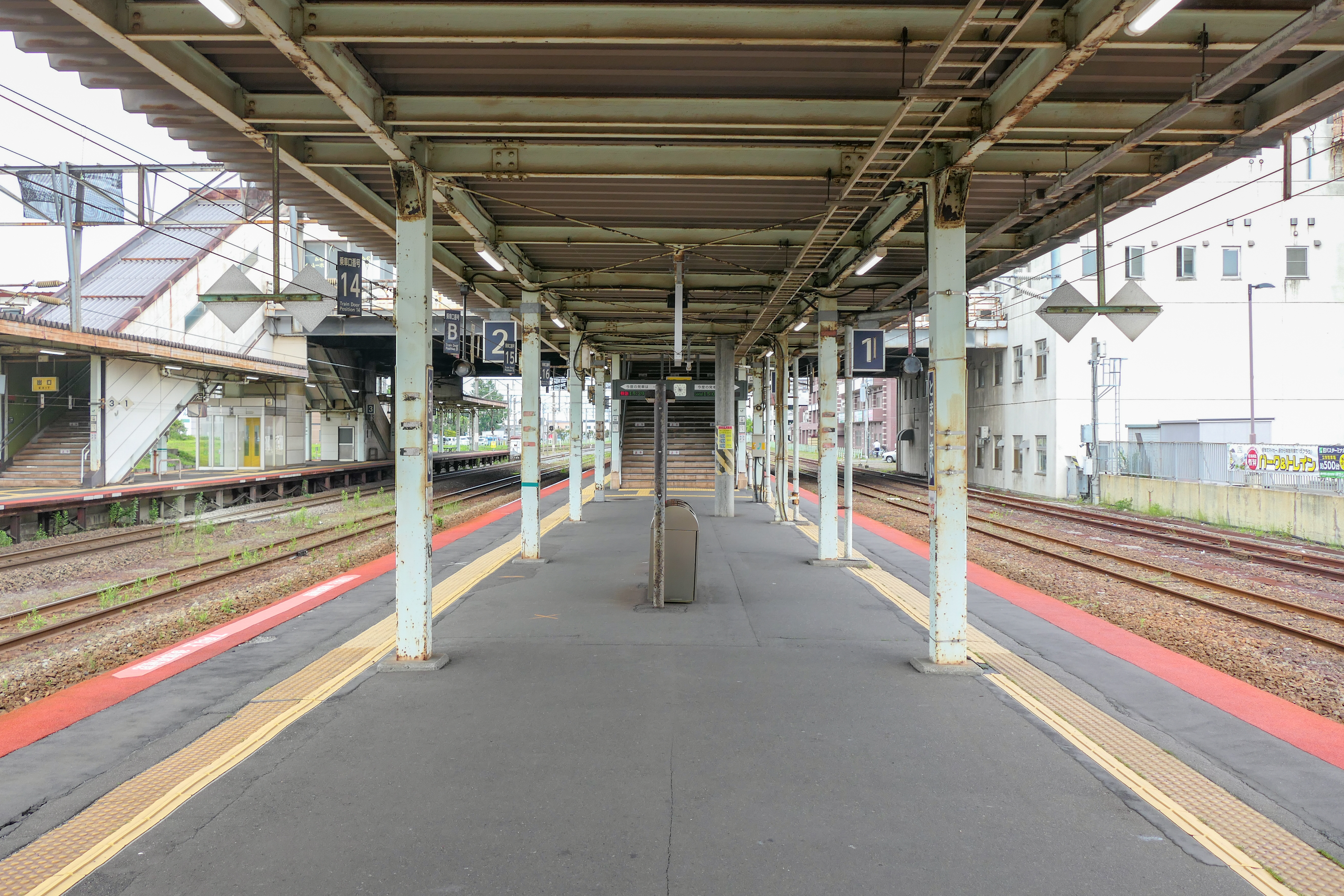
Bahnsteig 1/2
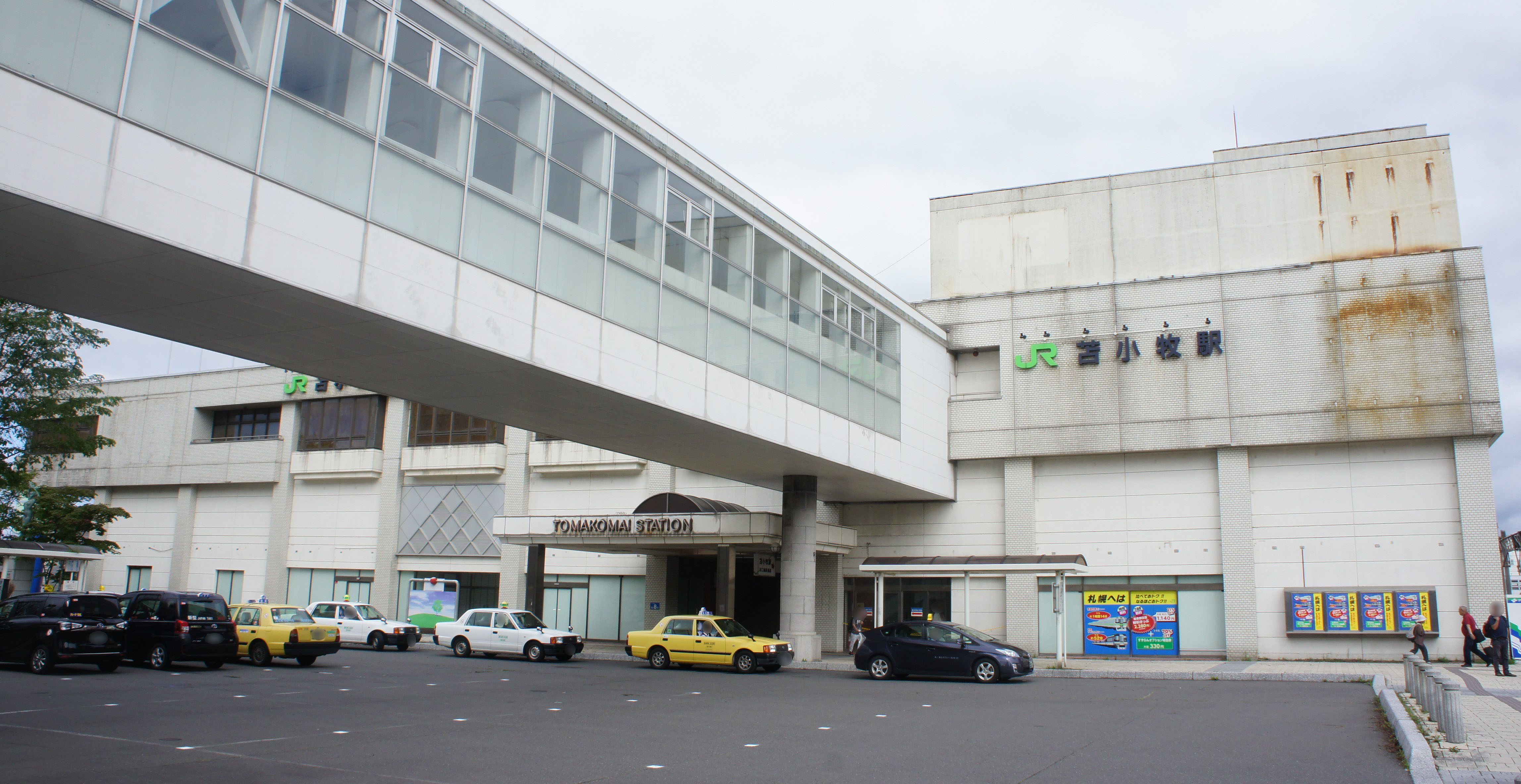
Südausgang vor der Entfernung der Brücke

## Linien
| Verlauf der Muroran-Hauptlinie |
| --- |
| Oshamambe • Shizukari • Koboro • Rebun • Ōkishi • Toyoura • Tōya • Usu • Nagawa • Datemombetsu • Kita-Funaoka • Mareppu • Kogane • Sakimori • Moto-Wanishi • Higashi-Muroran • Washibetsu • Horobetsu • Tomiura • Noboribetsu • Kojōhama • Takeura • Kita-Yoshihara • Hagino • Shiraoi • Shadai • Nishikioka • Itoi • Aoba • Tomakomai • Numanohata • Toasa • Hayakita • Abira • Oiwake • Mikawa • Furusan • Yuni • Kuriyama • Kurioka • Kurisawa • Shibun • Iwamizawa Muroran-Zweigstrecke: Higashi-Muroran • Wanishi • Misaki • Bokoi • Muroran |

| Verlauf der Hidaka-Hauptlinie                           |
| ------------------------------------------------------- |
| Tomakomai • Yūfutsu • Hama-Atsuma • Hama-Taura • Mukawa |

## Geschichte

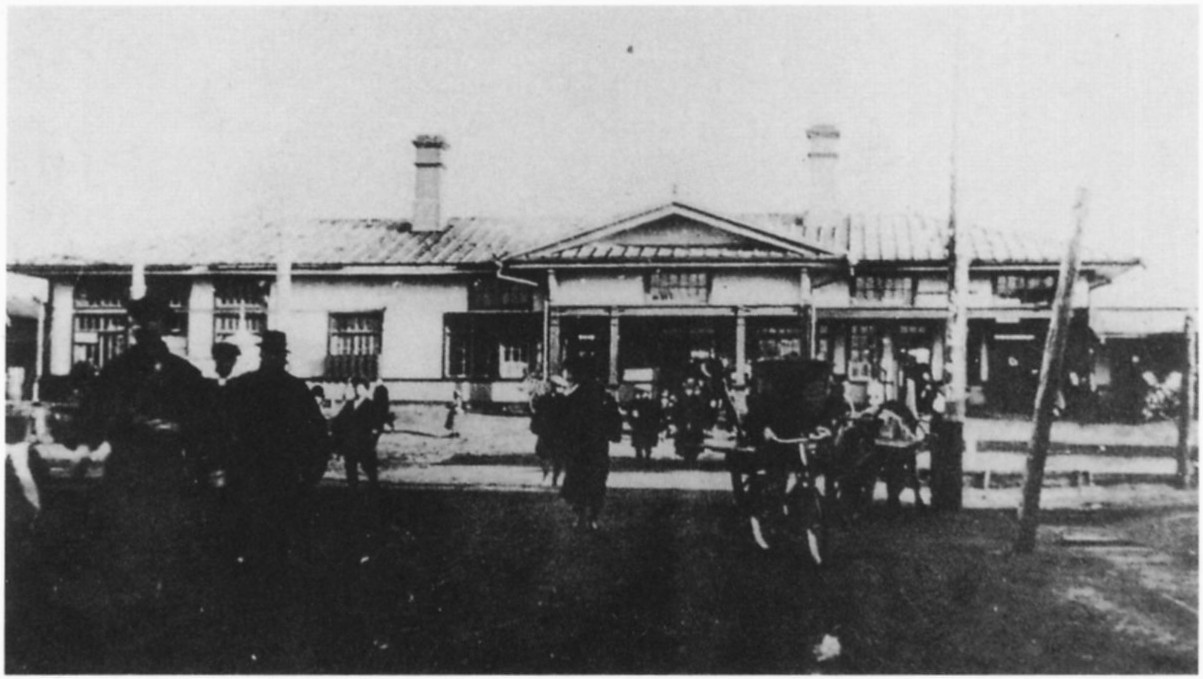
Der Bahnhof im Jahr 1916

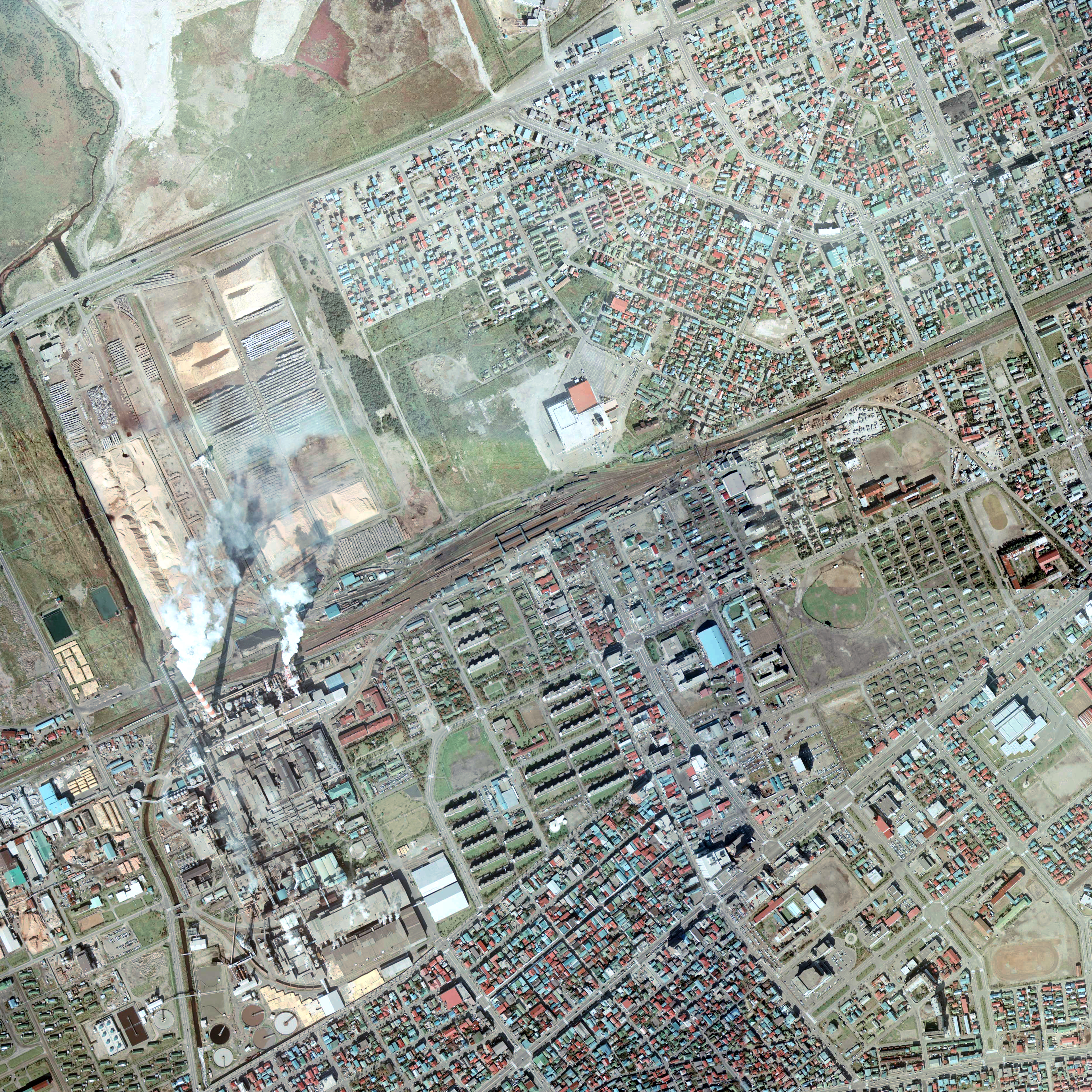
Luftansicht (1975)

Die Bergbau- und Bahngesellschaft Hokkaidō Tankō Tetsudō (1906 verstaatlicht) eröffnete den Bahnhof am 1. August 1892, zusammen mit dem Abschnitt Iwamizawa–Higashi-Muroran der Muroran-Hauptlinie. Das Unternehmen Ōji Seishi wählte Tomakomai als Standort für eine Papierfabrik. Um die dazugehörenden Wasserkraftwerke in der näheren Umgebung bauen zu können, war die Errichtung der Ōji-Kleinbahn erforderlich. Sie besaß eine Spurweite von 762 mm und nahm ihren Betrieb am 14. August 1908 auf. Ōji Seishi baute auch die Tomakomai-Kleinbahn nach Tomikawa und eröffnete sie am 1. Oktober 1913. Sie wies dieselbe Spurweite auf und diente hauptsächlich dem Holztransport zur Papierfabrik. Das Eisenbahnministerium verstaatlichte 1927 die Tomakomai-Kleinbahn und benannte sie in Hidaka-Hauptlinie um; die Umspurung auf die übliche Kapspur (1067 mm) war am 26. November 1929 abgeschlossen.
1920 baute das Eisenbahnministerium die Muroran-Hauptlinie zwischen Tomakomai und Toasa zweigleisig aus. Nach der Eröffnung der Chitose-Linie im Jahr 1926 war Sapporo von Tomakomai aus ohne Umweg erreichbar. Am 31. August 1951 wurde die Ōji-Kleinbahn stillgelegt. 1953 erfolgte durch die Japanische Staatsbahn der zweigleisige Ausbau des Teilstücks Tomakomai–Itoi. Im Zusammenhang mit dem Bau neuer Hafenanlagen erhielt der westlichste Abschnitt der Hidaka-Hauptlinie zwischen Tomakomai und Yufutsu im Jahr 1962 eine neue Streckenführung. Ein Teil der früheren Trasse ging in der 1968 eröffneten Tomakomai-Hafenbahn auf, die bis 1998 in Betrieb war und drei Jahre später stillgelegt wurde.
Die Muroran-Hauptlinie ist seit dem 1. Oktober 1980 elektrifiziert. Aus Kostengründen stellte die Staatsbahn am 1. November 1986 die Gepäckaufgabe ein. Im Rahmen der Staatsbahnprivatisierung ging der Bahnhof am 1. April 1987 in den Besitz der neuen Gesellschaft JR Hokkaido über.